# Jörg Jordan
Jörg Jordan (* 30. September 1939 in Zwickau) ist ein ehemaliger hessischer Politiker (SPD) und hessischer Staatsminister.

## Leben
Nach dem Abitur in Bad Sooden-Allendorf im Jahr 1958 studierte Jordan Jura in Göttingen und Frankfurt am Main. Er absolvierte ein Referendariat in  Wiesbaden und 1968 das 2. juristische Staatsexamen. Anschließend war er Regierungsassessor im Finanzamt Wiesbaden, 27. April 1970 bis 3. Juli 1973 im Hessischen Wirtschaftsministerium, zuletzt Oberregierungsrat, ab 1973 bis 1979 Stadtentwicklungsdezernent in Wiesbaden.
Jörg Jordan ist seit 1963 Mitglied der SPD und nahm dort verschiedene Vorstandsämter wahr, u. a. als Mitglied des Bezirksvorstandes Hessen Süd und seit 1983 als Landesvorstandsmitglied der Hessen-SPD. Kommunalpolitisch war Jordan zunächst als Mitglied der Stadtverordnetenversammlung der Stadt Wiesbaden von 1968 bis 1973 tätig. 1973 gehörte er zu den Autoren eines Antrags auf dem SPD-Bundesparteitag, dem zufolge „die Vermittlung von Wohnungen und Immobilien durch private Makler zu verbieten“ sei; der Antrag wurde mit Zwei-Drittel-Mehrheit angenommen.
Von 1980 bis 1987 war Jörg Jordan Staatssekretär zunächst im Hessischen Ministerium für Landesentwicklung, Umwelt, Landwirtschaft und Forsten, nach dessen Teilung 1985 im Ministerium für Landwirtschaft, Forsten und Naturschutz.
Nach dem Regierungswechsel 1987 arbeitete Jörg Jordan zunächst als Geschäftsführer der Frankfurter OFB-Gruppe, einer Unternehmensgruppe der Hessischen Landesbank mit Arbeitsschwerpunkten in der Projektentwicklung im Bürobaubereich und in der Betreuung kommunaler Bauvorhaben.
Von 1991 bis 1995 amtierte er als Hessischer Minister für Landesentwicklung, Wohnen, Landwirtschaft, Forsten und Naturschutz im Kabinett Eichel I.
Nach seinem Ausstieg aus der Regierung Eichel 1995 kehrte er zurück in die Geschäftsführung der OFB-Gruppe. Nach seiner Pensionierung 2004 ließ er sich nieder als Rechtsanwalt, bis 2008 betreute er den Plenarsaalneubau des Hessischen Landtags in Wiesbaden.
Von 2004 bis zum Magisterabschluss 2009 studierte Jordan Mittlere und Neuere Geschichte an der Goethe-Universität Frankfurt. Im Jahr 2013 promovierte er zum Dr. phil. mit dem Thema Im Schatten Napoleons: Staatsaufbau in Nassau und Stadtentwicklung in Wiesbaden.
Jordan lebt in Wiesbaden und verfasste zahlreiche Fachaufsätze zu bau-, wohnungs-, naturschutzpolitischen und stadtgeschichtlichen Themen in verschiedenen Fachzeitschriften und Ausstellungskatalogen.

## Veröffentlichungen
- als Hrsg.: Wiesbaden. Stadtgestalt und Denkmalschutz im Städtebau. Verlag H. G. Seyfried, Wiesbaden 1979
- als Hrsg.: Landschaftsschutz ist Lebensschutz (Landschaftsprogramm der Hessischen SPD). SP-Verlag Norbert Schüren GmbH, Marburg 1990
- Im Schatten Napoleons: Staatsaufbau in Nassau und Stadtentwicklung in Wiesbaden (= Schriften des Stadtarchivs Wiesbaden, Bd. 13). Verlag Schnell & Steiner, Regensburg 2014, ISBN 978-3-7954-2885-3
- Auf Goethes Spuren durch Wiesbaden (ein Stadtspaziergang mit 16 Stationen und 6 Ausflügen). Verlag Schnell & Steiner, Regensburg 2017, ISBN 978-3-7954-3209-6

## Ehrungen
Mit Beschluss der Stadtverordnetenversammlung vom 18. November 2006 wurde Jordan zum Ehrenbürger der Stadt Wiesbaden ernannt.